# 훌리오 세사르 로메로
훌리오 세사르 로메로(스페인어: Julio César Romero, 1960년 8월 28일 ~ )는 흔히 로메리토(스페인어: Romerito)라는 애칭으로 알려져 있는 파라과이의 전직 축구 선수로, 포지션은 미드필더였다.
1979년 파라과이의 코파 아메리카 우승에 공헌했으며 1985년 남아메리카 올해의 축구 선수로 선정되었다. 1986년 FIFA 월드컵에서 파라과이 대표로 출전했으며 2004년 3월 펠레가 선정한 현존하는 최고의 축구 선수 목록인 FIFA 100에 선정되었다.